# شينهفلد
اشنيفلد (كرايز بيننبرغ) (بالألمانية: Schenefeld, Pinneberg) هي بلدة ألمانية ومدينة تقع في ألمانيا في بينهبرغ. يقدر عدد سكانها بـ 17,852 نسمة .